# Jasmin Samardžić
Jasmin Samardžić (Fiume, 27 gennaio 1974) è un ex calciatore croato, di ruolo attaccante.

## Carriera

### Club
Iniziò la carriera agonistica nel Rijeka dove militò per diverse stagioni prima di trasferirsi in Germania, più precisamente tra le file del Eintracht Braunschweig. Come giocatore del Pomorac raggiunse il maggior risultato della storia del club raggiungendo la semifinale di Coppa di Croazia nella quale partita di andata segnò anche la rete del 1 a 0 finale contro il Varteks Varaždin, rete che però non bastò per il passaggio del turno con il risultato che venne ribaltato nella partita di ritorno. Nell'estate 2002 si accasò nel NK Zagabria con cui giocò la finale di Supercoppa di Croazia 2002 contro il Dinamo Zagabria dove andò anche a segno.

### Nazionale
Disputò una sola partita con la Croazia U-21, subentrò il 18 maggio 1994 nell'amichevole giocatasi contro l' Ungheria U-21.

## Statistiche

### Cronologia presenze e reti in nazionale
| Cronologia completa delle presenze e delle reti in nazionale ― Croazia under 21 | Cronologia completa delle presenze e delle reti in nazionale ― Croazia under 21 | Cronologia completa delle presenze e delle reti in nazionale ― Croazia under 21 | Cronologia completa delle presenze e delle reti in nazionale ― Croazia under 21 | Cronologia completa delle presenze e delle reti in nazionale ― Croazia under 21 | Cronologia completa delle presenze e delle reti in nazionale ― Croazia under 21 | Cronologia completa delle presenze e delle reti in nazionale ― Croazia under 21 | Cronologia completa delle presenze e delle reti in nazionale ― Croazia under 21 |
| Data                                                                            | Città                                                                           | In casa                                                                         | Risultato                                                                       | Ospiti                                                                          | Competizione                                                                    | Reti                                                                            | Note                                                                            |
| ------------------------------------------------------------------------------- | ------------------------------------------------------------------------------- | ------------------------------------------------------------------------------- | ------------------------------------------------------------------------------- | ------------------------------------------------------------------------------- | ------------------------------------------------------------------------------- | ------------------------------------------------------------------------------- | ------------------------------------------------------------------------------- |
| 18-5-1994                                                                       | Győr                                                                            | Ungheria under 21                                                               | 1 – 1                                                                           | Croazia under 21                                                                | Amichevole                                                                      | -                                                                               | 69’                                                                             |
| Totale                                                                          |                                                                                 | Presenze                                                                        | 1                                                                               |                                                                                 | Reti                                                                            | 0                                                                               |                                                                                 |